# تنفس دهانی
تنفس دهانی عبارت است از دم و بازدم به کمک گونه‌ها و کف دهان؛ در این روش تنفس جانور کف دهانش را به تناوب و به صورت کاملاً آشکار تکان می‌دهد. این تنها روش ورود هوا به شُش‌ها در دوزیستان است.
دو گونه تنفس دهانی وجود دارد که در هر یک از آنها شمار دفعات تکان خوردن کف دهان برای کامل شدن دم و بازدم متفاوت است.

## چهار گامی
تنفس دهانی چهار گامی در پرتوبالگان و برخی دوزیستان مانند قورباغه پنجه‌دار و سمندرهای ماری دیده می‌شود. چهار گام این نوع دم و بازدم عبارتند از:
1. بسته شدن چاکنای (ورودی شُش‌ها بسته می‌شود)، بازشدن سوراخ بینی، پایین رفتن کف دهان (گشاد شدن محفظهٔ دهان) و مکش هوا به داخل
2. بسته شدن سوراخ بینی، بازشدن چاکنای، بالا رفتن کف دهان (کوچک شدن محفظهٔ دهان)، راندن هوا به درون شُش‌ها.
3. پایین رفتن کف دهان، جمع شدن شُش‌ها
4. بازشدن سوراخ بینی، بسته شدن چاکنای، بالا رفتن کف دهان

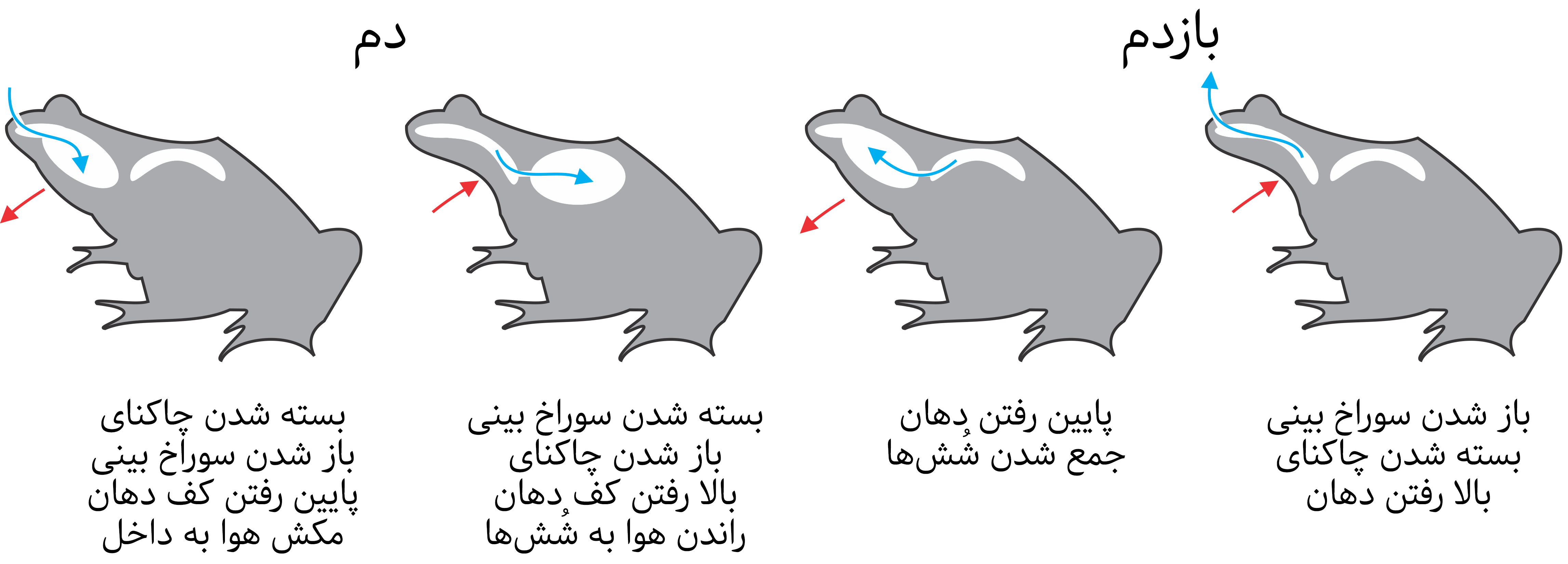

## دو گامی
تنفس دهان به دهان دو گامی در بیشتر دوزیستان دیده می‌شود و بسیار سریع تر است. در این روش:
1. کف دهان پایین می‌رود (گشاد شدن محفظهٔ دهان)، هوا از محیط بیرون و از شُش‌ها به درون محفظهٔ دهان کشیده می‌شود.
2. کف دهان بالا می‌آید (کوچک شدن محفظهٔ دهان)، هوای با اکسیژن کمتر به بیرون بدن رانده می‌شود و همزمان هوای با اکسیژن بیشتر وارد شُش‌ها می‌شود.

میزان اختلاط هوا در این مرحله نزدیک به ۲۰ درصد است و چندان زیاد نیست.

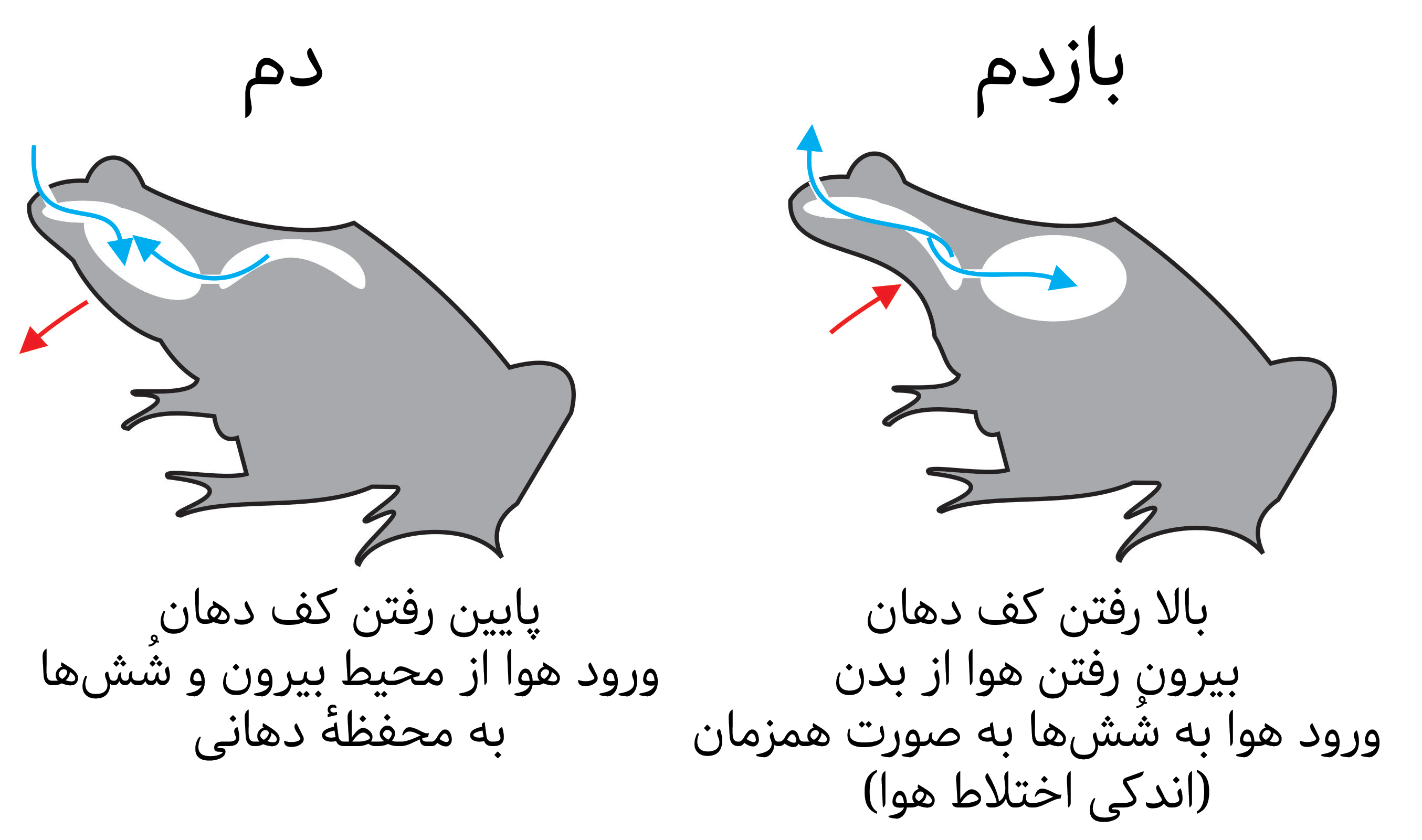